# Michał Caputa
Michał Adam Caputa (ur. 28 września 1927 w Wieprzu, zm. 18 września 2008 w Żywcu) – polski nauczyciel, poseł na Sejm X kadencji (1989–1991).

## Życiorys
W 1962 ukończył studia polonistyczne w Wyższej Szkole Pedagogicznej w Gdańsku, a w 1980 seminarium doktoranckie na Uniwersytecie Śląskim w Katowicach. W 1948 podjął pracę w Centralnym Ośrodku Wychowawczym w Bartoszycach jako wychowawca i kierownik Domu Dziecka Towarzystwa Przyjaciół Dzieci. W 1952 został skierowany do pracy w Liceum Ogólnokształcącym w Drezdenku. W latach 1962–1995 pracował jako polonista w I Liceum Ogólnokształcące im. Mikołaja Kopernika w Żywcu. W 1980 był założycielem struktur Niezależnego Samorządnego Związku Zawodowego „Solidarność” w tej szkole. Przewodniczył sekcji szkolnictwa i oświaty związku w Żywcu.
W latach 1989–1991 sprawował mandat posła na Sejm kontraktowy z ramienia Komitetu Obywatelskiego, wybranego w okręgu andrychowskim. Należał do Obywatelskiego Klubu Parlamentarnego, zasiadał w Komisji Edukacji, Nauki i Postępu Technicznego. Był założycielem i prezesem Stowarzyszenia „Komitet Obywatelski Ziemi Żywieckiej”.
Odznaczony Krzyżem Kawalerskim Orderu Odrodzenia Polski i Złotym Krzyżem Zasługi (1974), wyróżniony „Medalem za Zasługi dla Miasta Żywca”, Złotą Odznaką ZNP (1974) i Medalem Komisji Edukacji Narodowej (1981).